# 1873
| 1873                                          |
| --------------------------------------------- |
| Dødsfald - Fødsler                            |
| • Begivenheder • Litteratur • Politik • Sport |

| Gregoriansk kalender | 1873 MDCCCLXXIII        |
| Ab urbe condita      | 2626                    |
| Armensk kalender     | 1322 ԹՎ ՌՅԻԲ            |
| Kinesiske kalender   | 4569 – 4570 壬申 – 癸酉 |
| Etiopisk kalender    | 1865 – 1866             |
| Jødisk kalender      | 5633 – 5634             |
| Hindukalendere       |                         |
| - Vikram Samvat      | 1928 – 1929             |
| - Shaka Samvat       | 1795 – 1796             |
| - Kali Yuga          | 4974 – 4975             |
| Iransk kalender      | 1251 – 1252             |
| Islamisk kalender    | 1290 – 1291             |

Konge i Danmark: Christian 9. 1863-1906
Se også 1873 (tal)

## Begivenheder
- I Danmark vedtages efter engelsk forbillede Fabriksloven, der regulerer arbejdsforholdene på fabrikker og regulerer omfanget af børnearbejde. Der ansættes to fabriksinspektører, der fik til ansvar at føre tilsyn med Danmarks fabrikker

### Maj
- 1. maj - i USA bliver det første postkort sendt
- 12. maj - Oscar 2. krones som svensk og norsk konge.

- 20. maj - Levi Strauss og Jacob Davis opfinder cowboybuksen og tager patent på opfindelsen
- 23. maj - Kroner og øre afløser rigsdaler og skilling. Skandinaviske Møntunion dannes

### Oktober
- 18. oktober -  reglerne for amerikansk fodbold fastlægges på et møde i New York med deltagere fra Columbia, Princeton, Rutgers og Yale Universiteterne

### December
- 3. december - Verdens hidtil tungeste træskib på 8.662 tons – det 101,7 meter lange Richelieu – søsættes i Toulon i Frankrig

## Født
- 2. januar – Marie-Françoise-Thérèse Martin (Thérèse af Lisieux), fransk nonne, forfatter og helgen fra 1925. (død 1897).
- 20. januar – Johannes V. Jensen, forfatter og nobelprismodtager, fødes i Farsø i Himmerland (død 1950).
- 19. marts – Max Reger, tysk komponist og organist (død 1916).
- 17. september – Ibrahim, sultan af Johor i Malaysia (død 1959).
- 26. oktober – Thorvald Stauning, dansk statsminister (død 1942).

## Dødsfald
- 9. januar – Napoleon III, fransk ekskejser (født 1808).
- 3. marts – Hartvig Caspar Christie, norsk mineralog og fysiker (født 1826).
- 1. maj (formodet dato) – David Livingstone dør i Afrika (født 1813).
- 27. juli – Fjodor Tjuttsjev, russisk digter (født 1803).
- 25. marts – Wilhelm Marstrand, dansk maler (født 1810).